# Berati kongresszus (1944)
A berati kongresszus (albán Kongresi i Beratit) vagy formális megnevezésén II. antifasiszta nemzeti felszabadítási kongresszus (Kongresi Antifashist Nacional-Çlirimtar i Dytë) 1944. október 20-a és október 23-a között a dél-albániai Beratban megtartott politikai rendezvény volt, amelyen az Albán Kommunista Párt tagjaiból 1944 májusában a përmeti kongresszuson megválasztott Nemzeti Felszabadítási Főtanács vezetősége – Enver Hoxha pártfőtitkárral az élén – de iure Albánia ideiglenes kormányává alakult.

## Előzmények
A második világháború során Albánia előbb olasz, majd a fasiszták kapitulációját követően, 1943. szeptember 8-ától német katonai megszállás alatt állt. 1944 őszére az ország nagy része felszabadult, s a fegyveres honvédő harc oroszlánrésze az Albán Kommunista Párt által szervezett Nemzeti Felszabadítási Mozgalomhoz kötődött. A korábban a politikai palettát színesítő jobboldali Nemzeti Front és a legitimista Törvényesség katonai erejét a kommunisták szintén felmorzsolták a többfrontos harc során. A bel- és a külföldi közvélemény előtt már korábban egyértelművé tették igényüket az ország vezetésére, amikor az 1944. május 24–28-án megrendezett përmeti kongresszuson megvetették a leendő népi demokratikus államrend közjogi alapjait és létrehozták főbb hatalmi szerveit. Megalakították a törvényhozó Nemzeti Felszabadítási Főtanácsot, Enver Hoxha elnöki irányításával megkezdte működését az ideiglenes kormányszervként funkcionáló főtanácsi vezetőség. Az addig irreguláris Nemzeti Felszabadítási Mozgalom az ország reguláris haderejévé lépett elő, melynek főparancsnokául szintén Hoxhát nevezték ki. Öt hónappal a përmeti kongresszust követően megérett a helyzet arra, hogy megtegyék a következő lépést a küszöbön álló népi államrend megszilárdításához, és jogilag is érvényt szerezzenek a Përmetben meghatározott cselekvési tervnek.

## A kongresszus
Enver Hoxha már 1944. október 15-én áttette a Nemzeti Felszabadítási Főtanács székhelyét Beratba, amely így a sorsdöntő kongresszus magától értetődő helyszínéül adódott. Az október 20-án összegyűltek az esemény első aktusaként egyhangúlag megszavazták, hogy a főtanács vezetősége formálisan is átalakuljon Albánia ideiglenes nemzeti kormányává, amelynek vezetője – egyben honvédelmi miniszter és a 70 ezres állományúra duzzadt hadsereg főparancsnoka – az Albán Kommunista Párt főtitkári tisztét betöltő Enver Hoxha. Hoxha ezt követően beszámolt a belföldi katonai eseményekről és Albánia nemzetközi helyzetéről. A kongresszus nyitónapi döntésére hivatkozva beszédében megerősítette, hogy a demokratikus albán kormány de iure is megalakult, és ezzel a politikai hatalom a „dolgozó tömegek” kezébe lett letéve.
Az elkövetkező napok az új állam közjogi kereteinek megalkotásával teltek. A kongresszus zárónapján, október 23-án a résztvevők a következő nyolcpontos nyilatkozatot tették közzé:
1. Albánia demokratikus kormánya kötelezi magát a përmeti antifasiszta nemzeti felszabadítási kongresszus és az ott megalakított Nemzeti Felszabadítási Főtanács korábbi döntéseinek végrehajtására, politikájában e szervezetek eszmei vonalának továbbvitelére.
2. A kormányzat legfőbb célja a katonai erőfeszítések megsokszorozása Albánia mihamarabbi és teljes felszabadítása, valamint az ország függetlenségének megőrzése érdekében.
3. A kormányzat az albán nép erejét egyesítve a népi demokratikus államhatalom megőrzése felett őrködik és megerősíti a korábban szervezett regionális nemzeti felszabadítási tanácsok joghatóságát.
4. A kormányzat Albánia teljes felszabadítását és a politikai helyzet stabilizálódását követően megszervezi a demokratikus és szabad választást, amelynek eredményeként megalakulhat az államformáról és az albán állam alapvető jogi kereteiről döntő alkotmányozó nemzetgyűlés.
5. A kormányzat felülvizsgálja a Zogu-adminisztráció által kötött valamennyi politikai, katonai és gazdasági nemzetközi egyezményt, és jogilag semmissé teszi az albán nép és az albán állam érdekeivel ellentéteseket.
6. A kormányzat garantálja és megvédi állampolgárai jogait.
7. A kormányzat szoros együttműködés kialakításán munkálkodik a szövetséges nagyhatalmakkal, Nagy-Britanniával, a Szovjetunióval és az Amerikai Egyesült Államokkal, továbbá az antifasiszta blokk valamennyi országával.
8. A kormányzat erőfeszítéseket tesz azért, hogy kizárólagos legitimitását a hatalomra a szövetséges nagyhatalmak, Nagy-Britannia, a Szovjetunió és az Amerikai Egyesült Államok, továbbá az antifasiszta blokk valamennyi országa elismerje.[5]

Noha a 4. pont értelmében egy alkotmányozó nemzetgyűlésre bízták az alaptörvény megalkotásának feladatát, a kongresszus résztvevői elfogadták a Përmetben felvázolt alapjogi nyilatkozat kiegészített változatát. Ebben a dokumentumban kötelezték magukat arra, hogy az új, népi demokratikus államrend garantálja a törvény előtti egyenlőséget; a szólás-, sajtó-, vallás- és lelkiismereti szabadságot; a gazdasági és társadalmi életben férfiak és nők jogegyenlőségét; a titkos és közvetlen választójogot; a tizennyolc év feletti állampolgárok általános aktív és passzív választójogát; a kormányzati szervek perbe fogásának jogát; a fellebbezés jogát. Külön döntésükkel betiltották valamennyi fasiszta és a fasizmussal szimpatizáló albániai politikai és társadalmi szervezetet.

## A kongresszus utóélete
Hoxha már a konferencia első napján, 1944. október 20-án értesítette a nagyhatalmakat és a szövetséges országokat az ideiglenes kormány megalakulásáról, egyúttal arra kérte őket, hogy ismerjék el Albánia legitim kormányának. Nagy-Britannia és az Amerikai Egyesült Államok ódzkodott e lépés megtételétől, s az ország belső rendjének megszilárdításától tették függővé a Hoxha-kormány elismerését. Végül a nyugati nagyhatalmak egy év elteltével, 1945. november 10-én ismerték el az ideiglenes kormány fennhatóságát.
A berati kongresszuson részt vevők elköteleződéséhez híven a megszállók elleni harc a kongresszust követően folytatódott, s 1944. november 17-én felszabadult Tirana, november 29-én pedig az ország utolsó, megszállás alatt álló pontja, Shkodra városa is. Az elfogadott irányelvek értelmében végül 1946. január 11-én született meg Albánia  alaptörvénye, jóllehet, a felsorolt jogintézmények nagy része nem érvényesült a kommunizmus elkövetkező évtizedeiben.
A kongresszus sajátos utózöngéjeként ugyancsak Beratban került sor 1944. november 23-án az Albán Kommunista Párt központi bizottságának második ülésére, amely végül a párton belüli jugoszlávbarát és jugoszlávellenes frakciók hatalmi harcának, összecsapásának helyszíne lett. A jugoszlávbarát vezetők (Koçi Xoxe, Nako Spiru és mások) a hatalom valamennyi ágát immár a kezében összpontosító Hoxhát bírálták opportunizmussal és politikai-elméleti képzetlenséggel. A pártfőtitkár valamennyi ponton önkritikát gyakorolt, s ezzel elkerülte leváltását, pozíciójában maradva vezette tovább a pártot és az ideiglenes kormányt.